# Những đứa con của hải thú
Những đứa con của hải thú (Nhật: 海獣の子供 Hepburn: Kaijū no Kodomo) là phim hoạt hình Nhật Bản năm 2019 do Watanabe Ayumu đạo diễn và Tanaka Eiko sản xuất với xưởng sản xuất hoạt hình nổi tiếng Nhật Bản Studio 4 °C. Bộ phim dựa trên manga cùng tên Kaijū no Kodomo của tác giả Igarashi Daisuke. Đây là phim chiếu rạp đầu tiên của đạo diễn Watanabe kể từ manga Uchū Kyōdai (2014), và bộ phim chuyển thể hoạt hình đầu tiên của Igarashi manga. Các ngôi sao diễn viên lồng tiếng như Ashida Mana, Ishibashi Hiiro và Uragami Seishū sẽ lồng tiếng các nhân vật trong bộ phim. Bộ phim được lấy bối cảnh trong đại dương và theo chủ đề về những bí ẩn của cuộc sống, điều đó mô tả các kết nối giữa loài người và thiên nhiên. Bộ phim được phát hành tại Nhật Bản vào ngày 7 tháng 6 năm 2019.

## Cốt truyện
Sau cuộc tranh cãi của cô với mẹ và thành viên câu lạc bộ của mình, cô nàng học sinh cao trung Ruka không biết sẽ làm gì trong kì nghỉ hè này, và vì vậy cô cuối cùng đi thủy cung, nơi mà cha cô làm việc. Khi ở đó, cô gặp một cặp anh em bí ẩn và kỳ lạ, tên là Umi và Sora, người mà cha cô gọi là những người "được nuôi bởi đu-gong (Cá cúi)". Ba thiếu niên phải đối mặt với một loạt các hiện tượng siêu nhiên đã ảnh hưởng đến sinh vật biển của thế giới, chẳng hạn như một ngôi sao chổi rơi xuống biển và thủy sinh từ khắp nơi trên thế giới đang tụ tập ở Nhật Bản.

## Lồng tiếng
- Ashida Mana trong vai Ruka Azumi.
- Ishibashi Hiirotrong vai Umi.
- Uragami Seishū trong vai Sora.[a][9]
- Morisaki Win trong vai Anglade, là một nhà nghiên cứu sinh học biển thiên tài, người mà đã theo dõi các bí ẩn theo sau Umi và Sora.
- Inagaki Goro trong vai Masaaki Azumi, cha Ruka, người làm việc tại thủy cung.
- Yū Aoi trong vai Kanako Azumi, mẹ Ruka, người có mối quan hệ gia đình không được tốt với Riku và Masaaki.
- Watanabe Tohru trong vai Sensei, huấn luyện viên của câu lạc bộ bóng ném của Ruka.
- Tanaka Min trong vai Jim, bạn của Anglade và là nhà nghiên cứu sinh học biển, người mà đã chăm sóc cho Umi and Sora.
- Fuji Sumiko trong vai Dede, sinh vật bí ẩn luôn trong coi Umi and Sora.[2][9]

## Sản xuất
Vào ngày 16 tháng 6 năm 2018, xưởng sản xuất hoạt hình Studio 4 °C công bố sẽ chuyển thể phim hoạt hình bộ manga Kaijū no Kodomo của tác giả Igarashi Daisuke. Vào ngày 27 tháng 2 năm 2019, các diễn viên lồng tiếng cho các nhân vật chính đã được chọn lọc. Vào ngày 13 tháng 3 năm 2019, các diễn lồng tiếng còn lại của bộ phim được công bố.

## Thị trường
Vào ngày 8 tháng 4 năm 2019, trailer đầu tiên của phim được phát sóng trên các phương tiện truyền thông, với vài phút và giọng nói của Mana Ashida lồng tiếng nhân vật chính Ruka Azumi. Vào ngày 9 tháng 5 năm 2019, trailer thứ hai của bộ phim được phát sóng.
Cuộc hội đàm được diễn ra tại triễn lãm Viện Bảo Tàng Khoa Học và Tự Nhiên Quốc gia Mammals 2 – Struggle for Life vào ngày 17 tháng 4 năm 2019. Igarashi Daisuke and Watanabe Ayumu tham dự buổi nói chuyện và thảo luận về những nguy hiểm và mối đe dọa cho động vật có vú hoang dã đang phải đối mặt do sự thay đổi của môi trường cùng với một nhóm nhà nghiên cứu động vật có xương sống của bảo tàng. Triển lãm ngắn hạn cũng trưng bày bản thảo gốc của truyện tranh Kaijū no Kodomo và những hình ảnh đặc biệt được cắt ra từ bộ phim.

## Phát hành
Bộ phim có suất chiếu đặc biệt cho công chúng tại Tokyo, Nhật Bản vào ngày 19 tháng 5 năm 2019 ở hội trường Iino và đã có một suất chiếu khác vào ngày 30 tháng 5 tại Toho Cinemas Kinshicho Rakutenchi, trước khi chiếu chính thức vào ngày 7 tháng 6.
Bộ phim có suất chiếu đặc biệt tại Pháp vào ngày 10 thứ hai vào tháng 6 tại Lễ hội phim hoạt hình Quốc tế Annecy, nhằm cạnh tranh giành danh mục Contrechamp.
Bộ phim được chiếu tại Úc và New Zealand do Madman Entertainment, có suất chiếu đặc biệt tại Úc vào ngày 15 tháng 6 tại Lễ hội phim Sydney, trong khi đó Hoa Kỳ và Canada do GKIDS phát hành trong năm 2019,.

## Âm nhạc

### Bài hát chủ đề
Vào ngày 24 tháng 4 năm 2019, nhà soạn nhạc và ca sĩ người Nhật Bản Yonezu Kenshi đã sáng tác ca khúc chủ đề cho bộ phim. Với đĩa đơn, có tên là "Umi no Yūrei" (海の幽霊 n.đ. "Spirits of the Sea") được viết và sản xuất bởi Yonezu, được phát hành vào ngày 3 tháng 6 năm 2019. Để kỷ niệm sự phát hành của bài hát, 100 người được tặng vé số miễn phí nếu tham dự buổi chiếu nhạc đặc biệt vào ngày 27 tháng 5 năm 2019 tại một địa điểm bí mật tại Tokyo, và đó là thủy cung Enoshima; video sau đó được cộng chiếu online vào ngày 28 tháng 5 năm 2019.